# Herb gminy Tczew
Herb gminy Tczew – jeden z symboli gminy Tczew, ustanowiony 26 października 1992. 

## Wygląd i symbolika
Herb przedstawia na tarczy koloru zielonego z czarnym konturem postać czerwonego gryfa, wspartego na tylnych łapach i zwróconego w prawo. Nawiązuje on do regionu Pomorza. 